# Agustín Allione
Agustín Lionel Allione (Amenábar, Santa Fe, Argentina; 28 de octubre de 1994) es un futbolista argentino. Juega como mediocentro ofensivo y actualmente juega en la 2da división del fútbol Argentino en el club atlético Los Andes.

## Trayectoria

### Velez Sarsfield
Sus primeros pasos futbolísticos fueron en las inferiores del club Belgrano de Sancti Spíritu, localidad que se encuentra a 20 kilómetros de su ciudad natal. Luego jugó en las inferiores del Club Matienzo, de Rufino, Santa Fe y de ahí partió para el club Vélez Sarsfield. El 3 de agosto de 2012, a los 17 años, debutó como titular en la Primera División en una victoria por 3-0 frente a Argentinos Juniors. Donde sole campeón del torneo Inicial 2012, Superfinal 2012/2013 y Supercopa Argentina 2013.

### S. E. Palmeiras
El 20 de julio de 2014, se concreta su traspaso al Palmeiras de Brasil, que le deja a la institución velezana 2,7 millones de dólares limpios. Donde sale campeón en 2015 de la Copa de Brasil y en 2016 del Brasileirao.

### E. C. Bahia
El 13 de enero de 2017, fue dado a préstamo al Esporte Clube Bahia.

### Rosario Central
Luego de finalizar su préstamo en Bahia, vuelve a Palmeiras, para ser cedido nuevamente en enero de 2019, esta vez a Rosario Central de Argentina.

## Selección nacional

### Participaciones con la selección
| Torneo                                 | Sede      | Resultado        |
| -------------------------------------- | --------- | ---------------- |
| Campeonato Sudamericano Sub-17 de 2011 | Ecuador   | Tercer puesto    |
| Copa Mundial de Fútbol Sub-17 de 2011  | México    | Octavos de final |
| Sudamericano Sub-20 de 2013            | Argentina | Primera ronda    |

## Estadísticas

### Clubes
Actualizado hasta su último partido disputado el 14 de diciembre de 2024.
| Club                            | Div.          | Temporada     | Liga  | Liga  | Liga   | Copas nacionales | Copas nacionales | Copas nacionales | Torneos internacionales | Torneos internacionales | Torneos internacionales | Total | Total | Total  |
| Club                            | Div.          | Temporada     | Part. | Goles | Asist. | Part.            | Goles            | Asist.           | Part.                   | Goles                   | Asist.                  | Part. | Goles | Asist. |
| ------------------------------- | ------------- | ------------- | ----- | ----- | ------ | ---------------- | ---------------- | ---------------- | ----------------------- | ----------------------- | ----------------------- | ----- | ----- | ------ |
| C. A. Vélez Sarsfield Argentina | 1.ª           | 2011-12       | 2     | 0     | 0      | 1                | 0                | 0                | —                       | —                       | —                       | 3     | 0     | 0      |
| C. A. Vélez Sarsfield Argentina | 1.ª           | 2012-13       | 26    | 0     | 1      | —                | —                | —                | 4                       | 1                       | 0                       | 30    | 1     | 1      |
| C. A. Vélez Sarsfield Argentina | 1.ª           | 2013-14       | 28    | 5     | 4      | 1                | 0                | 0                | 11                      | 1                       | 2                       | 40    | 6     | 6      |
| C. A. Vélez Sarsfield Argentina | Total club    | Total club    | 56    | 5     | 5      | 2                | 0                | 0                | 15                      | 2                       | 2                       | 73    | 7     | 7      |
| S. E. Palmeiras · Brasil        | 1.ª           | 2014          | 15    | 0     | 0      | 2                | 0                | 0                | —                       | —                       | —                       | 17    | 0     | 0      |
| S. E. Palmeiras · Brasil        | 1.ª           | 2015          | 12    | 0     | 1      | 14               | 1                | 4                | —                       | —                       | —                       | 26    | 1     | 5      |
| S. E. Palmeiras · Brasil        | 1.ª           | 2016          | 7     | 0     | 0      | 12               | 1                | 2                | 4                       | 3                       | 0                       | 23    | 4     | 2      |
| S. E. Palmeiras · Brasil        | Total club    | Total club    | 34    | 0     | 1      | 28               | 2                | 6                | 4                       | 3                       | 0                       | 66    | 5     | 7      |
| E. C. Bahia · Brasil            | 1.ª           | 2017          | 26    | 0     | 8      | 17               | 3                | 2                | —                       | —                       | —                       | 43    | 3     | 10     |
| E. C. Bahia · Brasil            | 1.ª           | 2018          | 10    | 1     | 1      | 16               | 0                | 0                | 2                       | 0                       | 0                       | 28    | 1     | 1      |
| E. C. Bahia · Brasil            | Total club    | Total club    | 36    | 1     | 9      | 33               | 3                | 2                | 2                       | 0                       | 0                       | 71    | 4     | 11     |
| C. A. Rosario Central Argentina | 1.ª           | 2018-19       | 6     | 1     | 0      | —                | —                | —                | 2                       | 0                       | 0                       | 8     | 1     | 0      |
| C. A. Rosario Central Argentina | 1.ª           | 2019-20       | 5     | 0     | 0      | —                | —                | —                | —                       | —                       | —                       | 5     | 0     | 0      |
| C. A. Rosario Central Argentina | Total club    | Total club    | 11    | 1     | 0      | 0                | 0                | 0                | 2                       | 0                       | 0                       | 13    | 1     | 0      |
| Central Córdoba (SdE) Argentina | 1.ª           | 2020          | —     | —     | —      | 2                | 0                | 0                | —                       | —                       | —                       | 2     | 0     | 0      |
| Central Córdoba (SdE) Argentina | Total club    | Total club    | 0     | 0     | 0      | 2                | 0                | 0                | 0                       | 0                       | 0                       | 2     | 0     | 0      |
| C. A. Temperley Argentina       | 2.ª           | 2021          | 30    | 5     | 6      | 3                | 1                | 1                | —                       | —                       | —                       | 33    | 6     | 7      |
| C. A. Temperley Argentina       | 2.ª           | 2022          | 27    | 2     | 7      | —                | —                | —                | —                       | —                       | —                       | 27    | 2     | 7      |
| C. A. Temperley Argentina       | Total club    | Total club    | 57    | 7     | 13     | 3                | 1                | 1                | 0                       | 0                       | 0                       | 60    | 8     | 14     |
| Deportivo Morón Argentina       | 2.ª           | 2023          | 14    | 0     | 0      | 1                | 0                | 0                | —                       | —                       | —                       | 15    | 0     | 0      |
| Deportivo Morón Argentina       | Total club    | Total club    | 14    | 0     | 0      | 1                | 0                | 0                | 0                       | 0                       | 0                       | 15    | 0     | 0      |
| C. A. Los Andes Argentina       | 3.ª           | 2024          | 16    | 1     | 0      | —                | —                | —                | —                       | —                       | —                       | 16    | 1     | 0      |
| C. A. Los Andes Argentina       | Total club    | Total club    | 16    | 1     | 0      | 0                | 0                | 0                | 0                       | 0                       | 0                       | 16    | 1     | 0      |
| Total carrera                   | Total carrera | Total carrera | 224   | 15    | 28     | 69               | 6                | 9                | 23                      | 5                       | 2                       | 316   | 26    | 39     |
| 1. 2.                           |               |               |       |       |        |                  |                  |                  |                         |                         |                         |       |       |        |

## Palmarés

### Torneos regionales
| Título             | Club                | Estado/Región   | Año  |
| ------------------ | ------------------- | --------------- | ---- |
| Copa do Nordeste   | Esporte Clube Bahia | Región Nordeste | 2017 |
| Campeonato Bahiano | Esporte Clube Bahia | Bahía           | 2018 |

### Torneos nacionales
| Título              | Club            | País      | Año    |
| ------------------- | --------------- | --------- | ------ |
| Primera División    | Vélez Sarsfield | Argentina | I-2012 |
| Primera División    | Vélez Sarsfield | Argentina | 2013   |
| Supercopa Argentina | Vélez Sarsfield | Argentina | 2013   |
| Copa de Brasil      | S. E. Palmeiras | Brasil    | 2015   |
| Serie A             | S. E. Palmeiras | Brasil    | 2016   |

### Otros logros
| Logro                        | Club            | País      | Año  |
| ---------------------------- | --------------- | --------- | ---- |
| Ascenso a Primera B Nacional | C. A. Los Andes | Argentina | 2024 |